# ماريبو (جبنة)
ماريبو، جبنة دنماركية شبه صلبة. تُصنع من حليب البقر. سميت على اسم بلدة ماريبو الواقعة في جزيرة لولاند. تتميز بقوامٍ داخلي صلب وجاف، دسمة؛ تحوي العديد من الثقوب الصغيرة غير المنتظمة. لها قشرة برونزية شاحبة مغطاة بالشمع الأصفر. نكهتها منعشة، وأحيانًا تكون متبلة ببذور الكراوية.